# Alex Barclay
Alex Barclay (ur. 1974 r. w Dublinie) – irlandzka pisarka.
Barclay studiowała dziennikarstwo na uniwersytecie i pracowała przez pewien czas jako autorka tekstów reklamowych w RTÉ Guide. W 2003 napisała pierwszą powieść kryminalną Latarnię mroku (Darkhouse). Jej kolejna powieść The Caller została wydana w 2007. Bohaterem obu jest nowojorski detektyw Joe Lucchesi.

## Seria o agentce FBI Ren Bryce
Bohaterka pracuje w Rocky Mountain Safe Streets Task Force w Denver, cierpi na zaburzenia afektywne dwubiegunowe, jej brat Beau popełnił samobójstwo.
Jej terapeutka ginie w Time of Death.
1. Blood Runs Cold (2008)
2. Time of Death (2010)
3. Blood Loss (2012)
4. Harm's Reach (2014)
5. Killing Ways (2015)
6. The Drowning Child (planowana 2016)